# Mojinete (gemeente)
Mojinete is een gemeente (municipio) in de Boliviaanse provincie Sur Lípez in het departement Potosí. De gemeente telt naar schatting 1.529 inwoners (2018). De hoofdplaats is Mojinete.